# Urban Hansen
Urban Hansen (* 23. Oktober 1908; † 24. Juli 1986) war ein dänischer sozialdemokratischer Politiker. Von 1962 bis 1976 war er Oberbürgermeister von Kopenhagen.